# 황도항
황도항은 충청남도 태안군 안면읍 황도리, 황도 섬에 있는 어항이다. 2004년 4월 28일 어촌정주어항으로 지정하여 관리하고 있다. 관리청은 태안군, 시설관리자는 태안군수이다.

## 어항구역
본 항의 어항구역은 다음과 같다.
- 수역: 본 선착장 기점 남서측 50m 지점에서 SE방향으로 130m 이동하고 NE방향으로 250m 이동하고 직각인 NW방향으로 290m 이동하여 해안선과 접속한 지점 선내의 구역(50,000m2)[1]
- 육역: 7,465m2

## 개발계획
2008년 12월 10일 고시된 본 항의 개발계획은 다음과 같다.
- 호안 60m, 물양장 65m, 부지면적 7,465m2

## 주요 어종
- 우럭, 노래미, 농어, 실치, 까나리